# Shirozake

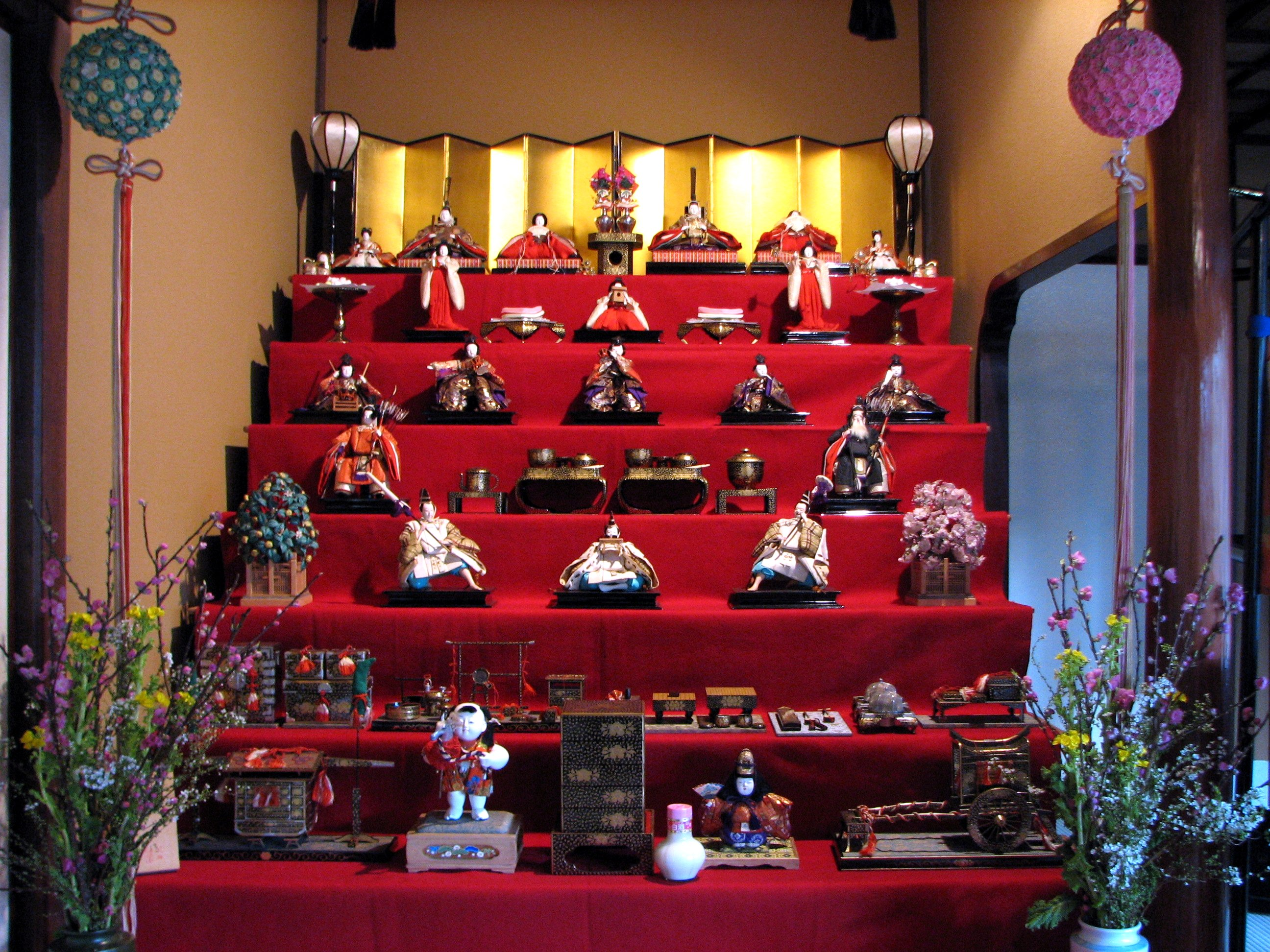
Autel de poupées de Hina matsuri.

Le shirozake (白酒, littéralement « saké blanc ») est une variété de saké, la bière traditionnelle du Japon. Il s'agit d'une boisson fermentée à base de riz auquel on a ajouté du koji et du shōchū, mais qui a un degré alcoolique réduit à 9 % (voire 0 %) au moment du service.
C'est pourquoi il était bu par les voyageurs et il est désormais surtout dégusté lors d’Hina matsuri, la fête des petites filles et des poupées. Il complète ou concurrence alors l’amazake et le tôkashu (桃花酒, saké aux pétales de pêcher). On s'en sert également à titre d'offrande aux divinités du shinto, en le plaçant sur les étagères de poupées de l’Hina matsuri.
Selon la légende, il fut inventé au XVIIe siècle par un brasseur de saké à la suite d'un rêve où une poupée en papier lui avait appris la recette.